# 妙本寺 (米子市)
妙本寺（みょうほんじ）は鳥取県米子市河岡にある日蓮宗の寺院。山号は具足山である。

## 歴史
南北朝時代に大覚妙実の隠棲するための草庵として創建され大覚はこの庵で没した。承応3年（1654年）宝珠坊日応が妙顕寺と法論し寺号を停止破門され、川上山妙春寺と改号する。承応4年（1655年）感應寺（現在の米子市内）の末寺となる。明治16年（1883年）日耀（妙顕寺52世）が旧称復称と大覚妙実終焉の聖跡を認証する。昭和30年代（1955年―1964年）に日蓮宗を離脱し単立となったが、平成28年（2016年）日蓮宗に復帰した。

## 歴代
- 開山は日像、開基は大覚妙実。
- 宝珠坊日応
  - 現住職で40世

## 境内
- 本堂

## 関連資料
- 宮原日鷲『妙本寺誌』河岡妙本寺（1998年）
- 『角川日本地名大辞典 鳥取県』角川書店